# 条顿堡林山麓哈根
条顿堡林山麓哈根是德国下萨克森州的一个市镇。总面积34.49平方公里，总人口13847人，其中男性6821人，女性7026人（2011年12月31日），人口密度401人/平方公里。